# Swietenia macrophylla

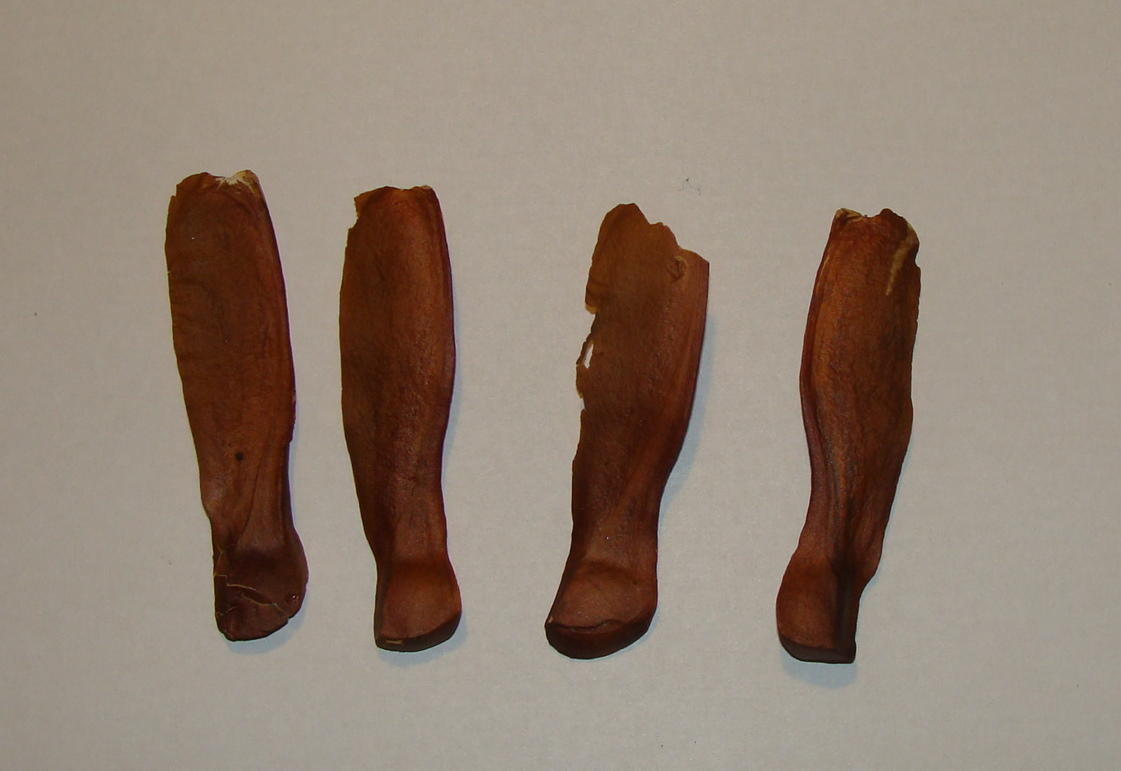
Semillas de caobo (Swietenia macrophylla).

Swietenia macrophylla también llamado caoba de Honduras o caoba (o caobo) de hoja grande, 'aguano' y 'zopilote', es una especie de árboles originaria de la zona intertropical americana perteneciente a la familia de las Meliaceae. Es cultivado como planta ornamental y por su madera que es muy cotizada y utilizada en ebanistería.

## Descripción
Árbol perennifolio o caducifolio, de 35 a 50 m de altura,  diámetro de circunferencia: entre 10 y 18 cm por lo general hasta los 35 cm en condiciones favorables. Copa abierta, redondeada en forma de sombrilla. Hojas alternas, paripinnadas (pocas veces imparipinnadas), de 1 a 4 dm de largo (incluyendo pecíolo); 3-5 pares de folíolos, de 5 x 2 a 12 x 5 cm, lanceolados a ovados, asimétricos, márgenes enteros..
Tronco recto, sin ramas hasta cierta altura, algo acanalado, con sistema radical profundo. Ramas gruesas ascendentes, escasas, retorcidas por arriba de los 25 m;  corteza externa profunda, muy fisurada, especialmente en el caobo negro,  costillas escamosas,  alargadas, pardo grisáceas a castaño grisáceas; corteza interna rosada a roja, fibrosa, amarga, astringente, 1 a 3 cm de grosor. A través de las grietas de la corteza puede verse el color rojizo de la madera, más oscuro cuanto más profunda sea la grieta. 
Madera rojiza, que da nombre al color caoba (de marrón rojizo hasta vino tinto), muy pesada y maciza, por lo que se hunde rápidamente en el agua y no se pueden utilizar los ríos para que floten los troncos hacia un aserradero. Es una madera de grano fino, ideal para la ebanistería por ser fácil de tallar, de gran valor para la elaboración de muebles y, en general, constituye una de las maderas de mayor valor en el mercado mundial.
Flores pequeñas, verdosas amarillentas, en panículas axilares y subterminales, glabras, de hasta 2 dm de largo. Hermafrodita (ambos sexos en la misma inflorescencia); las masculinas más abundantes que las femeninas, ambas muy perfumadas. Flores actinomórficas, de 6 a 9 mm de diámetro; cáliz acopado; 5-pétalos, corola oval, cóncava.

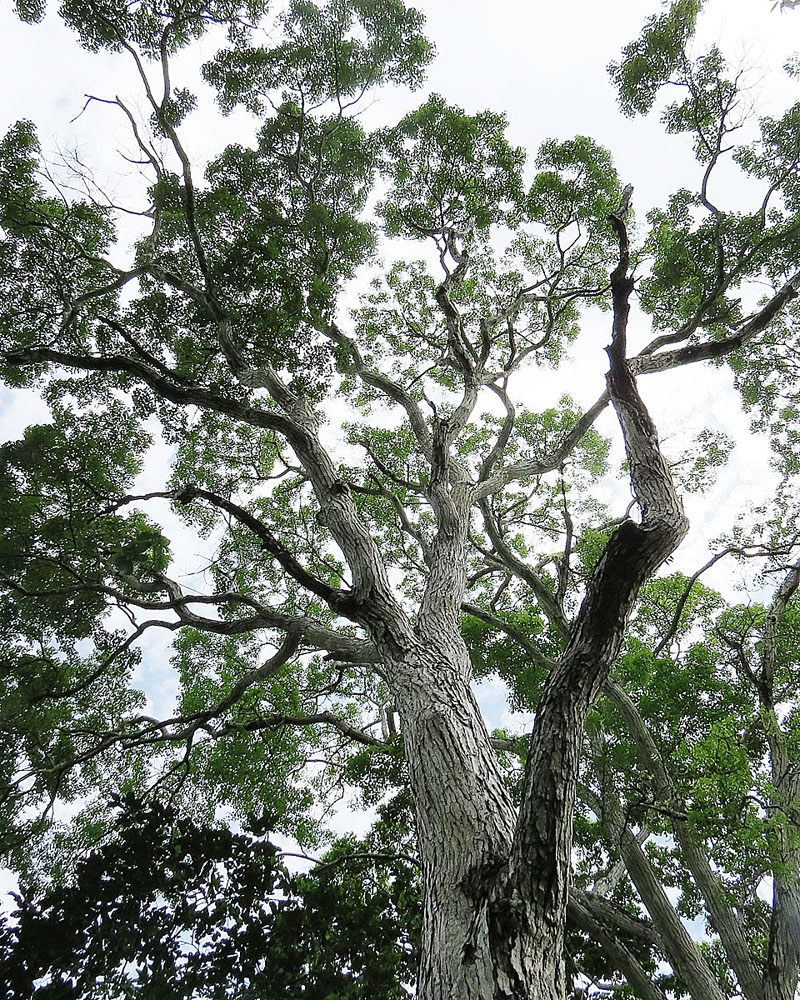
árbol

Fruto cápsula leñosa, ovoide a oblonga, pardo rojizo (a veces grisáceo), de 1 a 2 dm x 8 cm, dehiscentes desde la base, abre en 4 a 5 semillas numerosas de 1 cm de largo, asimétricas, comprimidas, color canela, con una prolongación alar asimétrica, de 6 a 8 cm de largo. Semillas aladas muy amargas, astringentes, extremadamente livianas para que el viento las disperse a cierta distancia.
Planta de lento crecimiento y de larga vida que comienza a dar frutos aproximadamente a los 15 años, florece entre julio y agosto, y fructifica de noviembre a enero.

## Distribución y hábitat

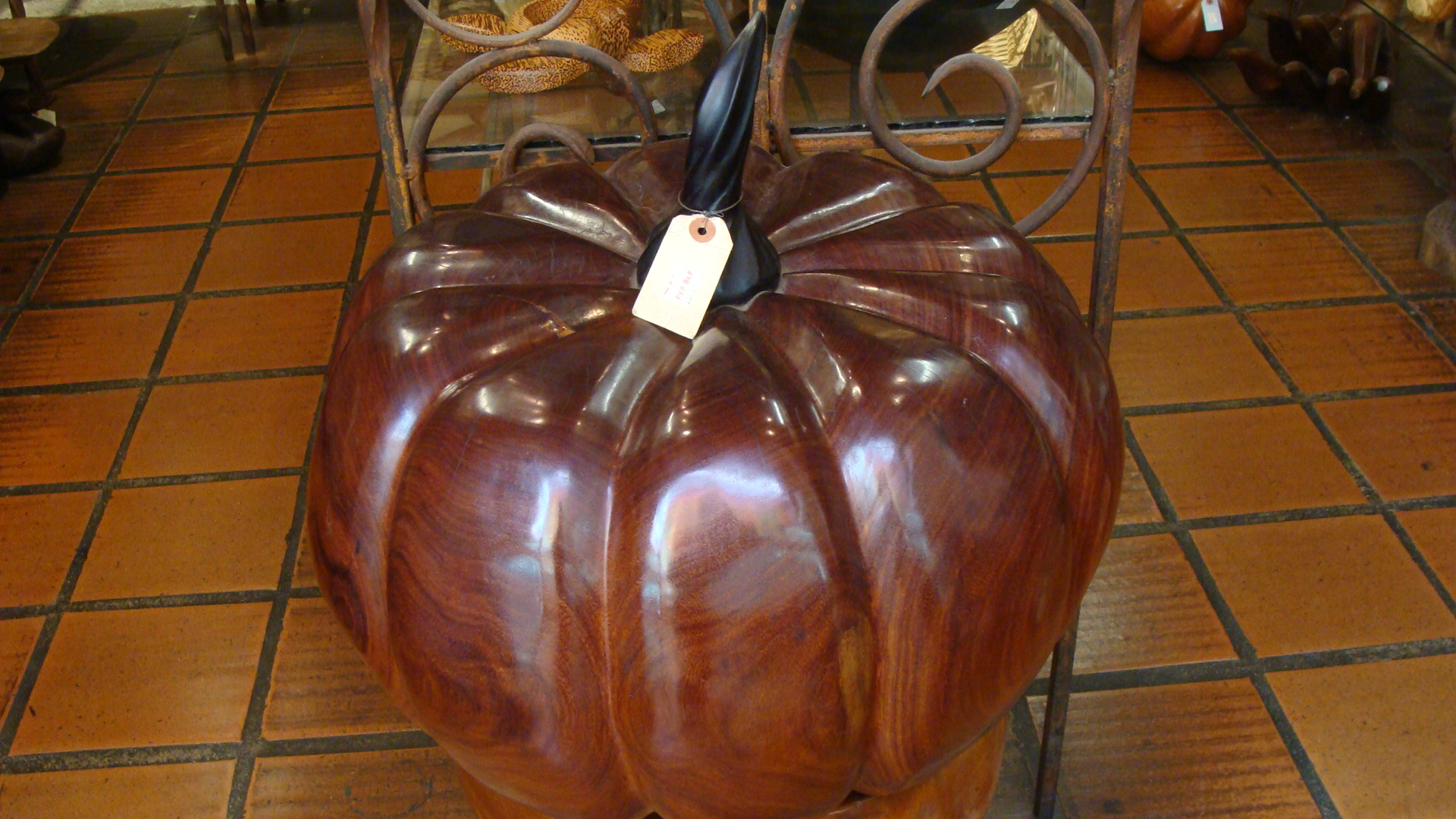
Figura tallada en un bloque macizo de un tronco de caobo, en la que pueden verse los anillos circulares de crecimiento del árbol en las vetas de la madera, aunque debe señalarse que no se trata de anillos anuales por no desarrollarse en un clima estrictamente estacional en cuanto a las lluvias.

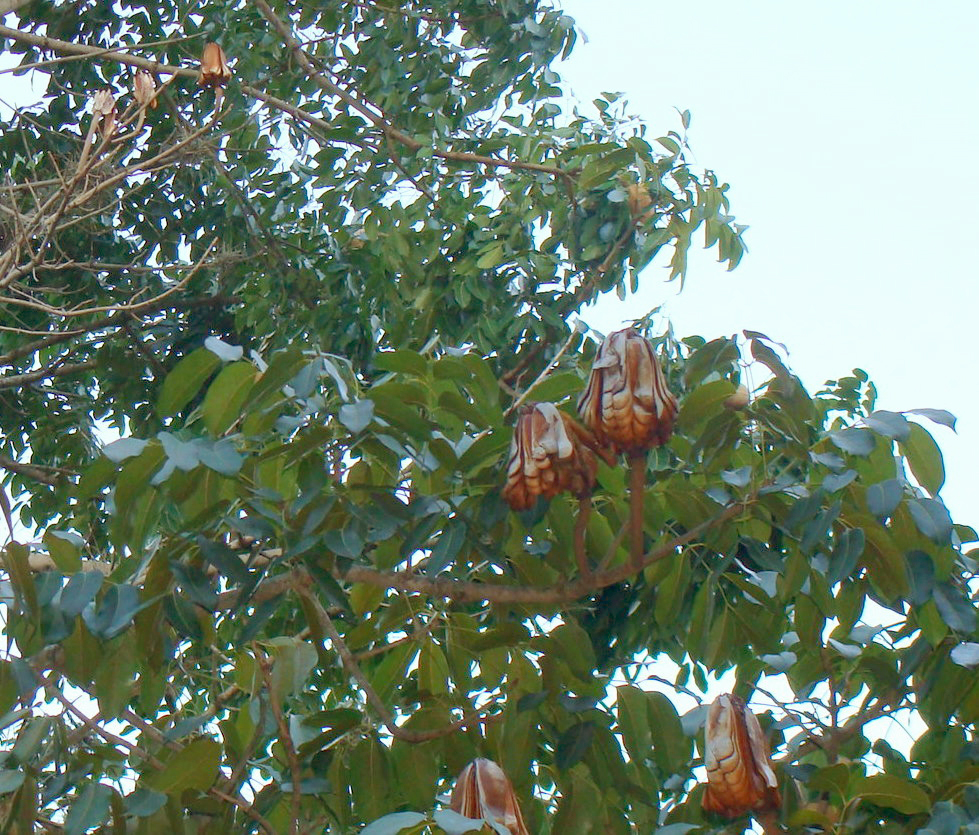
Frutos abiertos de caobo con semillas ya visibles.

Se la halla en México, Belice, Costa Rica, El Salvador,  República Dominicana, Honduras, Nicaragua, Brasil, Colombia, Dominica, Ecuador, Guyana Francesa, Guadalupe, Guatemala, Guyana, Martinica, Montserrat, Panamá, Colombia, Venezuela, Perú y Bolivia.
Vive entre 0 y 1500 m s. n. m., con rangos de temperatura mínima de 25 °C a máxima de 39 °C, con precipitaciones de 2200 a 5000 mm, con suelos profundos, no drenados, franco arcillosos o franco arenosos, soportando ligeramente alcalinidad con tendencia hacia la neutralidad. Exige luz pero tolera la sombra en su etapa juvenil, lo cual se debe a que se desarrolla en zonas con numerosas especies de árboles de gran tamaño, por lo que en los primeros años de su vida tiene que crecer a pesar de que los demás árboles le limitan la cantidad de insolación hasta que alcanza una altura suficiente como para descollar entre los demás árboles. 
Más aún: cuando en su juventud tienen una insolación suficiente, no crecen tanto como si se ven obligados a crecer para obtener una insolación abundante. Este fenómeno puede comprobarse cuando se siembran caobos en calles con edificios altos: los caobos crecerán hasta destacarse a un nivel superior, en comparación con otros caobos sembrados al mismo tiempo en la misma zona, pero en un lugar mucho más abierto y sin árboles o edificios. En una plantación de caobos (como sucede en el parque de Los Caobos en Caracas) alcanzan gran altura porque han tenido que competir entre sí por la luz solar. Su óptimo desarrollo se presenta, en Venezuela, en las selvas de galería de los Llanos occidentales, desde el estado Cojedes hasta el de Barinas .

## Ecología
Se propaga por medio de semillas que tienen un alto valor germinativo y es polinizada por insectos. Está amenazada por pérdida de hábitat.
S. macrophylla es la principal fuente de la caoba (en inglés, mahogany) junto con otras dos especies S. mahagoni y S. humilis. Todas ellas de gran escasez en el mercado maderero actual. 
Es cultivada para reforestar zonas de selva degradadas y se ha introducido en varios países tropicales exitosamente. Es susceptible al ataque del insecto Hypsipyla grandella el cual causa la pérdida de la forma y la bifurcación del árbol.

## Taxonomía
Swietenia macrophylla fue descrita por George King y publicado en Hooker's Icones Plantarum 16: t. 1550. 1886.
Etimología
Swietenia: nombre genérico otorgado en honor del médico Gerard van Swieten.
macrophylla: epíteto latino que significa "con hojas grandes".
Sinonimia
- Swietenia candollei Pittier 1920
- Swietenia tessmannii Harms
- Swietenia krukovii Gleason
- Swietenia belizensis Lundell
- Swietenia macrophylla var. marabaensis Ledoux & Lobato[10]

## Relación con el ser humano
En Venezuela es el árbol emblemático del estado Portuguesa y se cultiva frecuentemente como árbol ornamental en plazas, parques y avenidas. Su madera es apreciada para trabajos de carpintería y ebanistería, tiene una corteza rica en taninos por lo que se usa como curtiente y sus flores tienen un alto valor melífero.

### Medicinal
No hay amplia evidencia médica sobre sus usos, sin embargo, de forma tradicional se le ha atribuido propiedades para tratar ciertas enfermedades como fiebre tifoidea, diarrea y fiebre, algunos estudios han arrojado un posible potencial para tratar de trastornos neurodegenerativos y neuroinflamatorios. Algunas terapias alternativas usan las semillas con la creencia que puede tratar ciertas enfermedades como el dolor de muelas, sin embargo, se ha reportado daño hepático o hepatotoxicidad  por el consumo de las semillas crudas, molidas o en forma de cápsula.

### Nombres comunes
Caoba, caobo, cóbano (Tab.); kanak-ché, punab (l. maya, Yuc.); rosadillo, tsulsul, tutzul (l. tseltal, Chis.); tzopilo-cuáhuitl (l. náhuatl) ; tzulzul (Chis.) ; zopílotl, macchochuc-quiui (l. totonaca, Ver.), venadillo, caobilla (Sinaloa, México), caoba americana,  caoba de hoja grande, caoba del sur, caoba del atlántico, mogno, aguano, oruba, mara, mahonii, cobano, almendro (Ecuador) mara (Bolivia).

## Galería

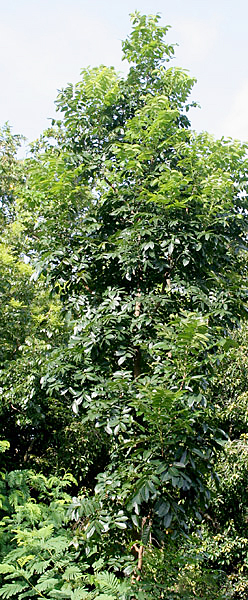
Árbol joven en Calcuta, Bengala Occidental, India
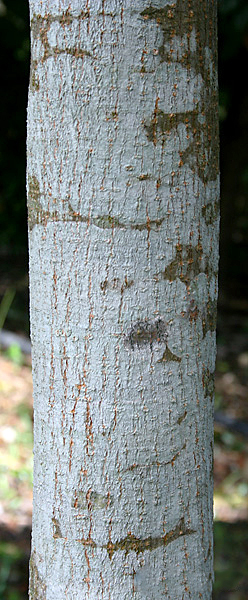
Corteza joven en Calcuta, Bengala Occidental, India
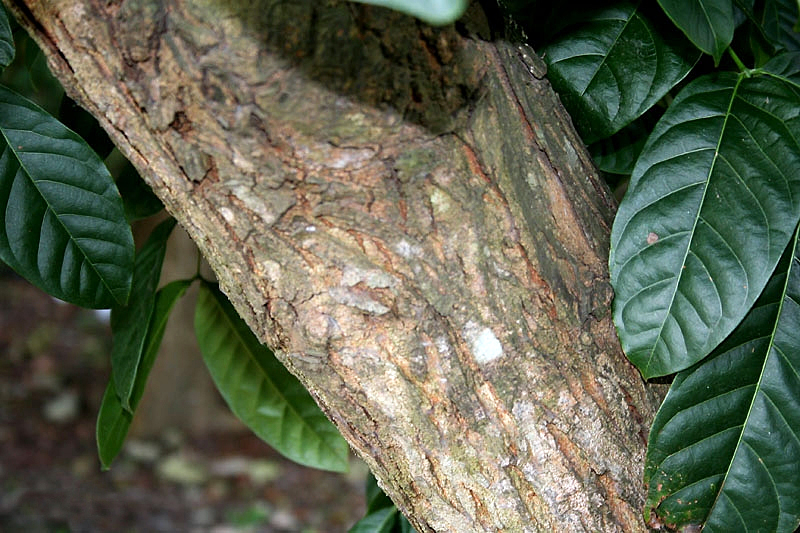
Corteza vieja & hojas en Calcuta, Bengala Occidental, India
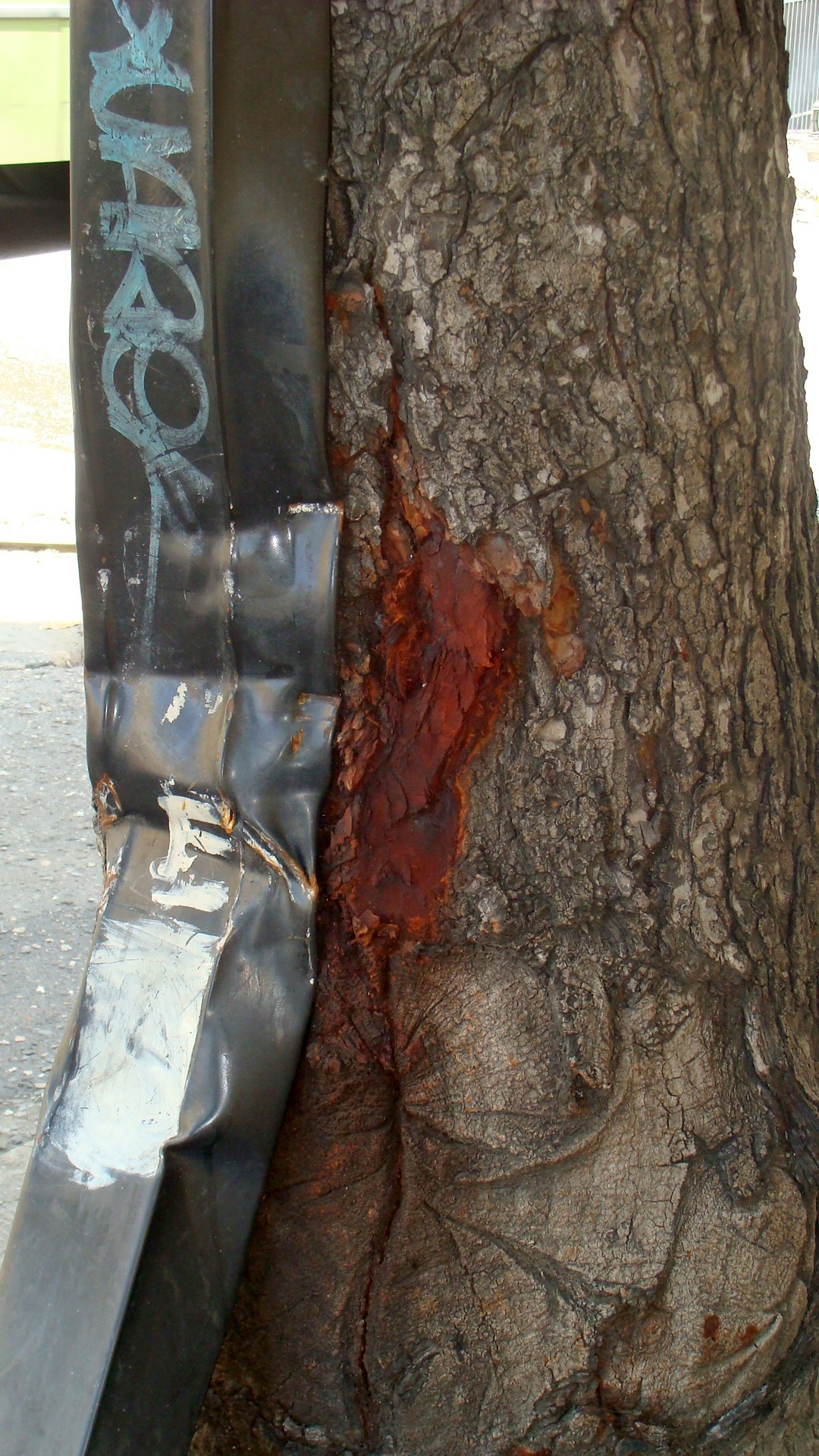
Tronco de caobo chocado por un vehículo. Caracas, Venezuela. También presenta una huella inferior de un choque anterior, ya casi completamente cicatrizada
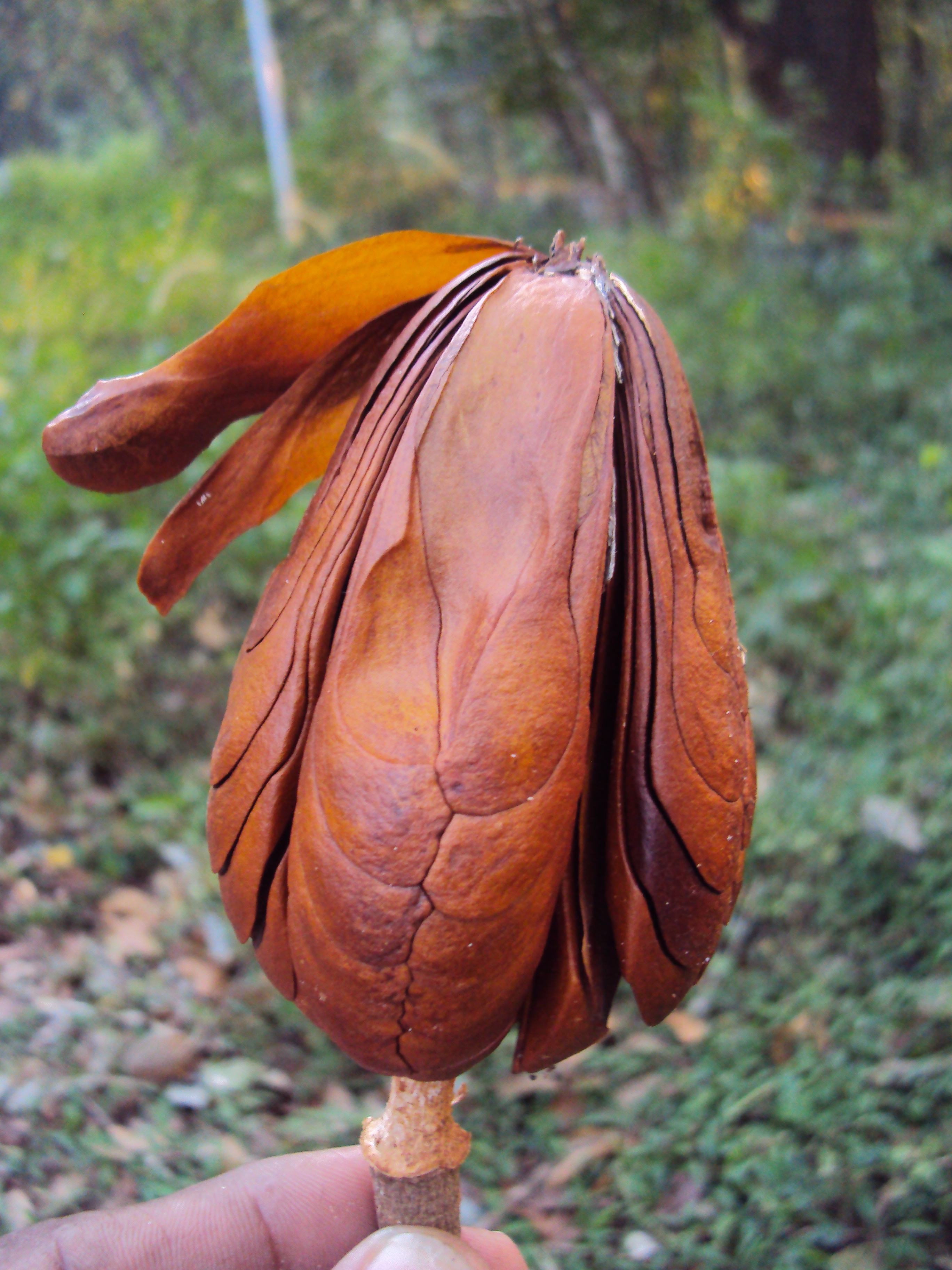
Fruto con semillas
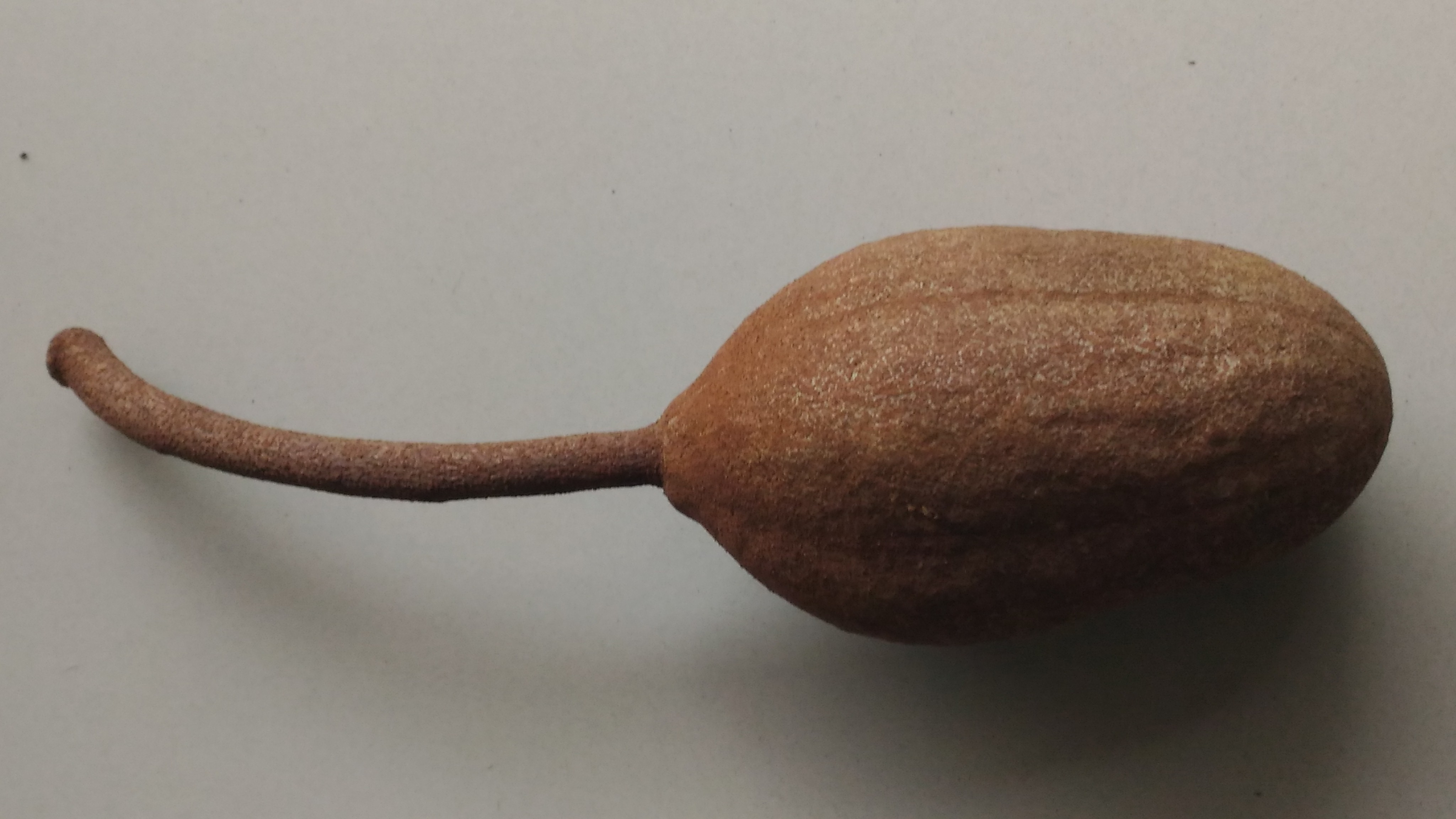
fruto
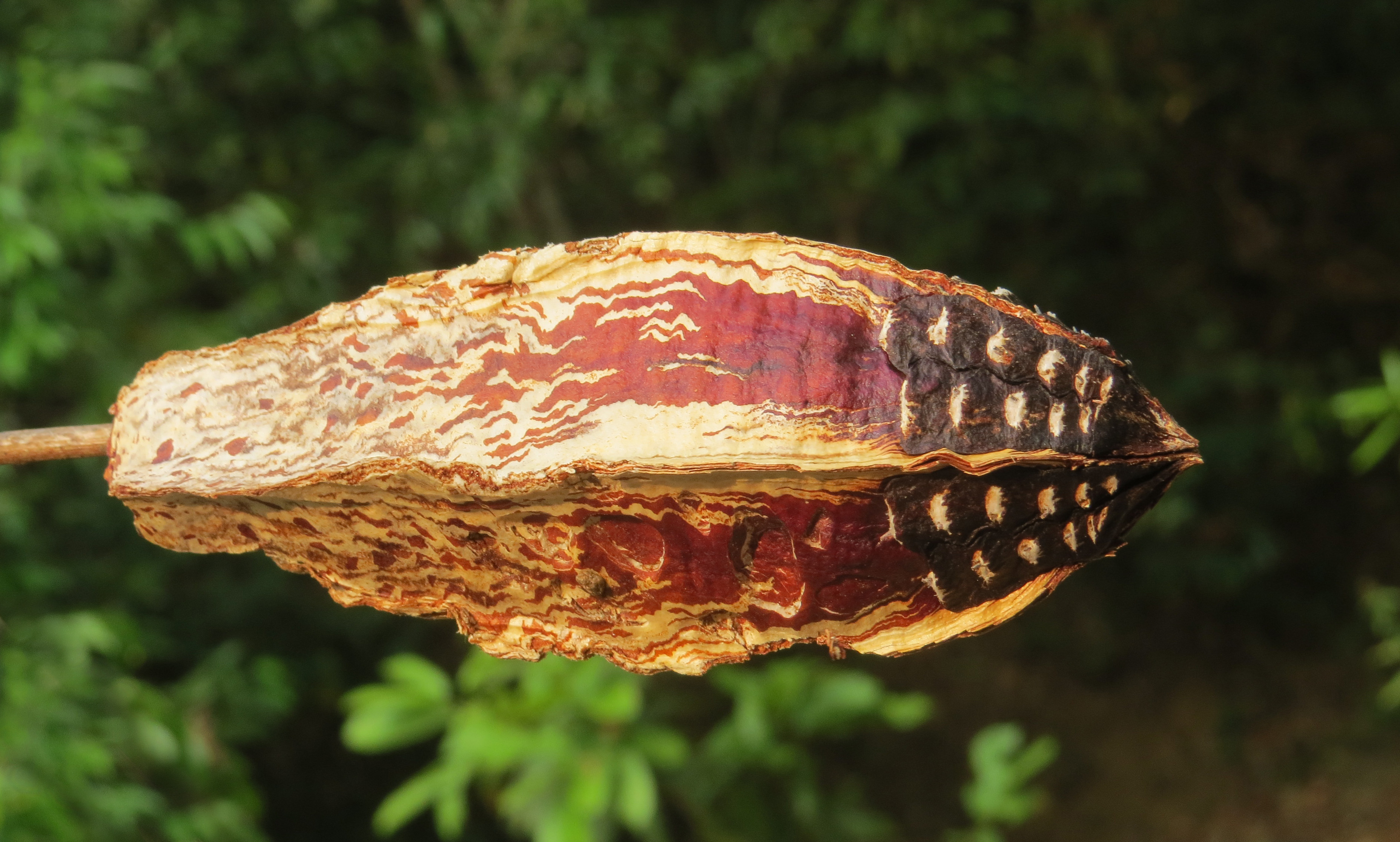
fruto sin semillas
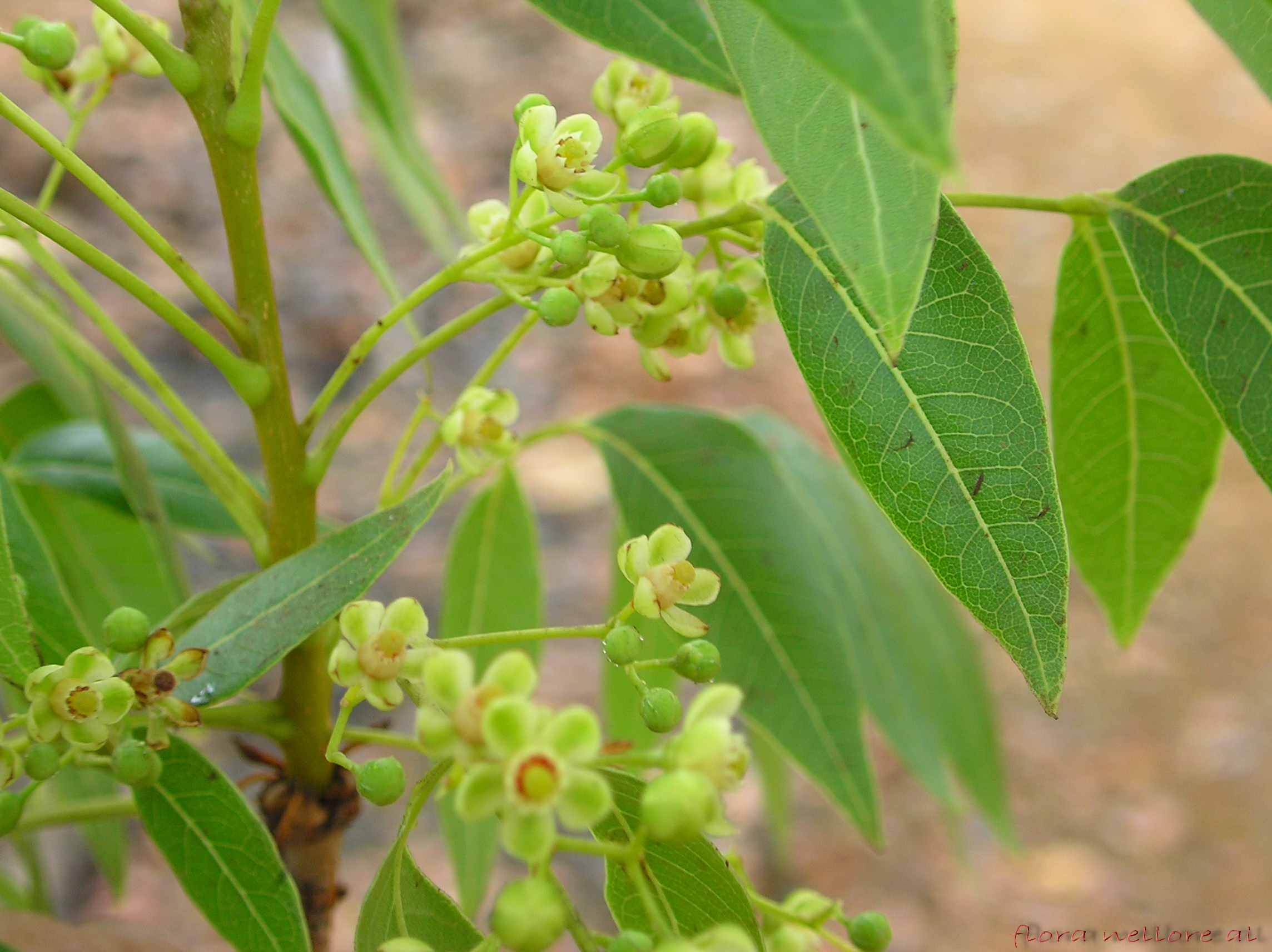
flores
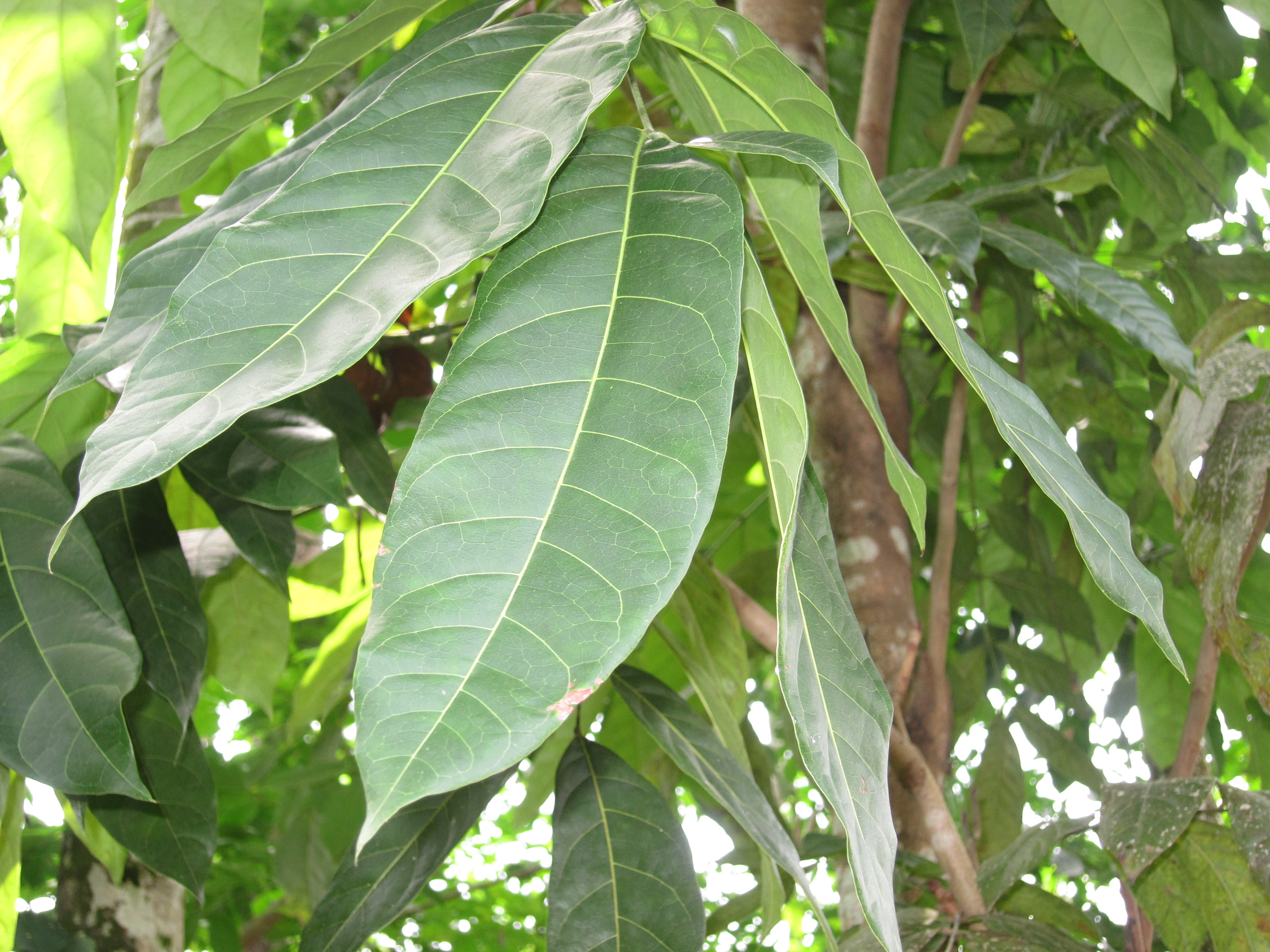
Hojas